# Castril (cratera)
Castril é uma cratera marciana. Tem como característica 2.2 quilômetros de diâmetro. Deve o seu nome a Castril, uma pequena cidade na Espanha.